# Channel 7
Channel 7 o Channel 7 HD, totalment conegut com a Bangkok Broadcasting & Television Company Limited Channel 7 (Tailandès: สถานีโทรทัศน์สีกองทัพบกช่อง 7) és una cadena de televisió gratuïta tailandesa que es va llançar el 27 de novembre de 1967. És la primera emissió de televisió en color del sud-est asiàtic continental. Era propietat del Royal Thai Army en transmissió analògica. La seva seu central es troba a Mo Chit, Chatuchak, Bangkok. Semblant a la ITV del Regne Unit, la NBC i la CBS dels Estats Units d'Amèrica.